# Паралимни
Парали́мни (греч. Παραλίμνι) — небольшой город и община на юго-востоке Кипра в районе Фамагуста, крупнейший город греческой части округа. После турецкого вторжения и оккупации части острова в 1974 году его размер и значение увеличились из-за миграции многих беженцев, спасающихся с севера. Многие работники туристического сектора Протараса и Айя-Напы живут в Паралимни, который в настоящее время является временным административным центром района Фамагуста и крупнейшим муниципалитетом в районе, находящимся под контролем Республики Кипр.

## Природные условия
Город Паралимни расположен на крайнем юго-востоке острова Кипр. Город находится в 110 км к востоку от столицы Никосия. Город традиционно был пригородом Фамагуста (до оккупации города), всего в 10 км к северу.
Паралимни расположен недалеко от побережья Средиземного моря, примерно в 80 метрах над уровнем моря. Город расположен на юго-восточном конце центральной равнины острова, Месаория. Вот почему равнина простирается вокруг города на севере, а прибрежные холмы возвышаются на юге.
Население города в 2001 году составляло 11 091 человек, в 2011 году — 15 000 человек.
Сам город находится в 3 км от побережья, на небольшой возвышенности, на берегу озера Паралимни. Само название Παραλίμνι значит «возле озера».

## Населённые пункты общины Паралимни
- Паралимни — центр общины
- Каппарис — курортный посёлок на самом севере общины, недалеко от буферной зоны ООН; ближайший к центру Паралимни
- Пернера — курортный посёлок между Каппарисом и Протарасом; одна из достопримечательностей — океанариум с небольшим зоопарком
- Протарас — крупнейший курортный посёлок

## История
Изначально город располагался несколько севернее, на холме. Он располагался вокруг церкви Святого Димитрия и так и назывался Айос-Димитриос. Церковь эта сохранилась, а этот район является северной частью современного Паралимни. Говорят, что первые поселенцы прибыли сюда после захвата города Фамагуста османами в 1571 году.

## Известные уроженцы
- Соломос Солому (греч. Σολωμος Σολωμου, 1970—96) — был убит турками, будучи безоружным, в присутствии сил ООН, когда он снимал флаг турецких оккупантов на линии прекращения огня.
- Элефтериу, Элефтерия (род. 1989) — певица, участница конкурса Евровидение-2012.

## Протарас
Протарас (на греческом: Προταρας) преимущественно туристический. Он находится под административной юрисдикцией муниципалитета Паралимни. В древности там, где сейчас находится Протарас, находился древний город-государство Леуколла. В городе есть безопасный порт, где афинянин Деметрий Полиоркет в 306 году до н.э. он искал убежища в поисках Птолемея, одного из преемников Александра Македонского. В битве Птолемей потерпел поражение и бежал в Египет, оставив Кипр на время в руках Деметрия.
В Протарасе есть прекрасные песчаные пляжи с прозрачной голубой водой, а самый известный пляж в этом районе — залив Фигового дерева. Протарас также известен как «земля ветряных мельниц», сохраняя ностальгические черты прошлого.
В отличие от успеха Айя-Напы (которая находится всего в нескольких километрах), он стал курортом значительных размеров с десятками отелей большой вместимости, отелей и апартаментов, вилл, ресторанов, пабов и всевозможных объектов. современный курорт должен иметь. Будучи тише, чем Айя-Напа, и в нем меньше клубов, он имеет репутацию города, ориентированного в первую очередь на семейный и кипрский туризм.
Мыс Греко находится в 10 минутах от центра Протараса и считается одним из самых красивых мест на острове.
Мыс Греко живет славой Айя-Напы, морского чудовища, которое должно напоминать нечто среднее между дельфином и драконом.

## Экология
Сезонное озеро Паралимни является домом для кипрской змеи ( Natrix natrix cypriaca ), которая считалась вымершей с 1960-х годов, пока «Змея Джордж» (Х. Видл) повторно не открыла этот вид в 1990-х годах.
В результате озеро было объявлено объектом общественного интереса. Несмотря на это, правительство Кипра выдало разрешение на строительство более 300 домов на этом участке, в результате чего Европейская комиссия инициировала судебный иск против Кипра.
Другие опасности, с которыми сталкиваются змеи, - это мотокросс и человек, убивающий их из-за невежества и суеверий.

## Признание людей
- Михалис Константину, футболист, родился в Паралимни
- Соломос Соломоу, выросший в Паралимни, убит в 1996 году турецким офицером в буферной зоне ООН.
- Кириаку Пелагея, известная певица женщина, исполняющая кипрскую традиционную музыку, родилась в Паралимни.
- Элени Артымата, спортсменка
- Элефтерия Элефтериу, певица
- Гиоргос Тофас, футболист

## Галерея
- Старая церковь св. Георгия
- Новая церковь св. Георгия
- Церковь св. Димитрия Солунского
- Мыс Греко на территории общины Паралимни
- деревянная пешеходная улица рядом с пляжем
- Прогулка по пляжу
- Кафе с видом на пляж
- Пункт проката мотоциклов
- фиговая бухта
- Типичная дорога в Протарасе
- Пляж Мермейд Бэй
- Пляж Мермейд Бэй
- таверна в заливе Сирена
- Церковь Санта-Барбары
- Церковь Святого Илии
- улица Протарас ночью
- Сады в Протарасе
- церковь святой триады
- Собор Святого Георгия в Паралимни
- Старый и новый соборы Паралимни
- вид с моря